# 芙江貨運站
芙江貨運站是位于韩国世宗特别自治市燕东面的一个铁路车站，属于芙江货物线，连接中部内陆货物基地。

## 历史
- 2010年1月2日 - 落成使用。

## 邻近车站
韓国铁道公社
芙江货物线
芙江站 - 芙江貨運站